# 金属材料試験技能士
金属材料試験技能士（きんぞくざいりょうしけんぎのうし）とは、国家資格である技能検定制度の一種で、都道府県知事（問題作成等は中央職業能力開発協会、試験の実施等は都道府県職業能力開発協会）が実施する、金属材料試験に関する学科及び実技試験に合格した者をいう。
なお職業能力開発促進法により、金属材料試験技能士資格を持っていないものが金属材料試験技能士と称することは禁じられている。
金属材料試験技能士は、職業訓練指導員 (熱処理科)の実技試験免除資格になっている。

## 区分
金属材料試験の中で機械試験作業、組織試験作業に分かれる。

## 級別
機械試験作業、組織試験作業ともに1級、2級の別がある。

## 実技作業試験内容

### 金属材料試験(機械試験作業)
- 1級
  - 作業試験：硬さ試験機の精度検査、引張試験、硬さ試験及び衝撃試験について行う。試験時間＝1時間40分
  - ペーパーテスト：各種試験機の操作法、点検保守の方法、測定値計算等について行う。試験時間＝1時間30分
- 2級
  - 作業試験：引張試験、硬さ試験及び衝撃試験について行う。試験時間＝1時間10分
  - ペーパーテスト：簡単な各種試験機の操作法、点検保守の方法、測定値計算等について行う。試験時間＝1時間30分

### 金属材料試験(組織試験作業)
- 1級：顕微鏡組織試験(組織写真撮影を含む)、顕微鏡組織判定、マクロ組織試験結果及び破面の判定、硬化層深さ測定、結晶粒度試験、非金属介在物の顕微鏡試験等について行う。試験時間＝3時間10分
- 2級：顕微鏡組織試験、顕微鏡組織判定、マクロ組織及びサルファプリント試験結果の判定、硬化層深さ測定、結晶粒度試験等について行う。試験時間＝2時間5分